# Pastinacopsis glacialis
Pastinacopsis glacialis är en flockblommig växtart som beskrevs av Vitaliǐ Petrovich Goloskokov. Pastinacopsis glacialis ingår i släktet Pastinacopsis och familjen flockblommiga växter. Inga underarter finns listade i Catalogue of Life.